# Page (Dakota du Nord)
Pour les articles homonymes, voir Page.
Page est une ville située dans le comté de Cass, dans l’État du Dakota du Nord, aux États-Unis. Lors du recensement de 2010, sa population s’élevait à 232 habitants.

## Démographie
| 1910 | 1920 | 1930 | 1940 | 1950 | 1960 |
| ---- | ---- | ---- | ---- | ---- | ---- |
| 479  | 452  | 443  | 428  | 482  | 432  |

| 1970 | 1980 | 1990 | 2000 | 2010 | - |
| ---- | ---- | ---- | ---- | ---- | - |
| 367  | 329  | 266  | 225  | 232  | - |

## Source
- (en) Cet article est partiellement ou en totalité issu de l’article de Wikipédia en anglais intitulé « Page, North Dakota » (voir la liste des auteurs).